# Tour de Turquie 2024
Pour un article plus général, voir Tour de Turquie.
La 59e édition du Tour de Turquie (nom officiel : Presidential Cycling Tour of Türkiye, en turc : Cumhurbaşkanlığı Bisiklet Turu) a lieu du 21 au 28 avril 2024, en Turquie, sur un parcours de 8 étapes. La course fait partie du calendrier UCI ProSeries 2024, le deuxième niveau mondial.

## Équipes
Vingt-cinq équipes participent à la course, quatre équipes World Tour, neuf équipes Pro Teams et douze équipes continentales professionnelles.
| WorldTeams (4)- Bora-Hansgrohe - Alpecin-Deceuninck - Astana Qazaqstan Team - Team dsm-firmenich PostNL ProTeams (9)- Caja Rural-Seguros RGA - Team Novo Nordisk - Polti Kometa - Bingoal WB - TDT-Unibet - VF Group-Bardiani CSF-Faizané - Burgos-BH - Corratec-Vini Fantini - Q36.5 Pro Cycling Team Équipes continentales (12)- Beykoz Belediyesi Spor Türkiye - Tarteletto-Isorex - Bike Aid - China Glory - Mentech Continental Cycling Team - Terengganu Cycling Team - Rembe Pro Cycling Team Sauerland - Sakarya BB Pro Team - Kinan Racing Team - Adria Mobil - Mazowsze Serce Polski - Spor Toto Cycling Team - Konya Büyükşehir Belediye Spor |
| |

## Étapes
| Étape     | Date    | Villes étapes       | type              | Distance (km) | Vainqueur d'étape    | Leader du classement général |
| --------- | ------- | ------------------- | ----------------- | ------------- | -------------------- | ---------------------------- |
| 1re étape | 21 avr. | Antalya – Antalya   | étape de plaine   | 134,7         | Fabio Jakobsen       | Fabio Jakobsen               |
| 2e étape  | 22 avr. | Kemer – Kaş         | étape vallonnée   | 190,6         | Max Kanter           | Henri Uhlig                  |
| 3e étape  | 23 avr. | Fethiye – Marmaris  | étape vallonnée   | 156,3         | Giovanni Lonardi     | Giovanni Lonardi             |
| 4e étape  | 24 avr. | Marmaris – Bodrum   | étape vallonnée   | 137,9         | Tobias Lund Andresen | Tobias Lund Andresen         |
| 5e étape  | 25 avr. | Bodrum – Kuşadası   | étape vallonnée   | 177,9         | Tobias Lund Andresen | Tobias Lund Andresen         |
| 6e étape  | 26 avr. | Kuşadası – Manisa   | étape de montagne | 160,1         | Frank van den Broek  | Frank van den Broek          |
| 7e étape  | 27 avr. | Izmir – Izmir       | étape vallonnée   | 125,4         | Tobias Lund Andresen | Frank van den Broek          |
| 8e étape  | 28 avr. | Istanbul – Istanbul | étape vallonnée   | 105,4         | étape neutralisée    |                              |

## Déroulement de la course

### 1reétape
| \| Classement de l'étape \| Classement de l'étape \| Classement de l'étape \| Classement de l'étape \| Classement de l'étape \| \| Coureur \| Coureur \| Pays \| Équipe \| Temps \| \| --------------------- \| --------------------------- \| --------------------- \| -------------------------------------------- \| --------------------- \| \| 1er \| Fabio Jakobsen \| Pays-Bas \| Team dsm-firmenich PostNL \| 2 h 56 min 14 s \| \| 2e \| Sasha Weemaes \| Belgique \| Bingoal WB \| + 0 s \| \| 3e \| Simon Dehairs \| Belgique \| Alpecin-Deceuninck \| + 0 s \| \| 4e \| Giovanni Lonardi \| Italie \| Team Polti Kometa \| + 0 s \| \| 5e \| Léo Bouvier \| France \| Bike Aid \| + 0 s \| \| 6e \| Daniel Babor \| Tchéquie \| Caja Rural-Seguros RGA \| + 0 s \| \| 7e \| Jensen Plowright \| Australie \| Alpecin-Deceuninck \| + 0 s \| \| 8e \| Davide Persico \| Italie \| Bingoal WB \| + 0 s \| \| 9e \| Reinardt Janse van Rensburg \| Afrique du Sud \| China Glory-Mentech Continental Cycling Team \| + 0 s \| \| 10e \| Timothy Dupont \| Belgique \| Tarteletto-Isorex \| + 0 s \| |                             |                |                                              |                 |
| |                             |                |                                              |                 |
| Source : ProCyclingStats |                             |                |                                              |                 |
| Classement de l'étape |                             |                |                                              |                 |
| Coureur | Coureur                     | Pays           | Équipe                                       | Temps           |
| 1er | Fabio Jakobsen              | Pays-Bas       | Team dsm-firmenich PostNL                    | 2 h 56 min 14 s |
| 2e | Sasha Weemaes               | Belgique       | Bingoal WB                                   | + 0 s           |
| 3e | Simon Dehairs               | Belgique       | Alpecin-Deceuninck                           | + 0 s           |
| 4e | Giovanni Lonardi            | Italie         | Team Polti Kometa                            | + 0 s           |
| 5e | Léo Bouvier                 | France         | Bike Aid                                     | + 0 s           |
| 6e | Daniel Babor                | Tchéquie       | Caja Rural-Seguros RGA                       | + 0 s           |
| 7e | Jensen Plowright            | Australie      | Alpecin-Deceuninck                           | + 0 s           |
| 8e | Davide Persico              | Italie         | Bingoal WB                                   | + 0 s           |
| 9e | Reinardt Janse van Rensburg | Afrique du Sud | China Glory-Mentech Continental Cycling Team | + 0 s           |
| 10e | Timothy Dupont              | Belgique       | Tarteletto-Isorex                            | + 0 s           |

| \| Classement général \| Classement général \| Classement général \| Classement général \| Classement général \| \| Coureur \| Coureur \| Pays \| Équipe \| Temps \| \| ------------------ \| ------------------ \| ------------------ \| ------------------------- \| ------------------ \| \| 1er \| Fabio Jakobsen \| Pays-Bas \| Team dsm-firmenich PostNL \| 2 h 56 min 04 s \| \| 2e \| Sasha Weemaes \| Belgique \| Bingoal WB \| + 4 s \| \| 3e \| Simon Dehairs \| Belgique \| Alpecin-Deceuninck \| + 6 s \| \| 4e \| Tomasz Budziński \| Pologne \| Mazowsze Serce Polski \| + 8 s \| \| 5e \| Filippo Ridolfo \| Italie \| Team Novo Nordisk \| + 9 s \| \| 6e \| Giovanni Lonardi \| Italie \| Team Polti Kometa \| + 10 s \| \| 7e \| Léo Bouvier \| France \| Bike Aid \| + 10 s \| \| 8e \| Daniel Babor \| Tchéquie \| Caja Rural-Seguros RGA \| + 10 s \| \| 9e \| Jensen Plowright \| Australie \| Alpecin-Deceuninck \| + 10 s \| \| 10e \| Davide Persico \| Italie \| Bingoal WB \| + 10 s \| |                  |           |                           |                 |
| |                  |           |                           |                 |
| Source : ProCyclingStats |                  |           |                           |                 |
| Classement général |                  |           |                           |                 |
| Coureur | Coureur          | Pays      | Équipe                    | Temps           |
| 1er | Fabio Jakobsen   | Pays-Bas  | Team dsm-firmenich PostNL | 2 h 56 min 04 s |
| 2e | Sasha Weemaes    | Belgique  | Bingoal WB                | + 4 s           |
| 3e | Simon Dehairs    | Belgique  | Alpecin-Deceuninck        | + 6 s           |
| 4e | Tomasz Budziński | Pologne   | Mazowsze Serce Polski     | + 8 s           |
| 5e | Filippo Ridolfo  | Italie    | Team Novo Nordisk         | + 9 s           |
| 6e | Giovanni Lonardi | Italie    | Team Polti Kometa         | + 10 s          |
| 7e | Léo Bouvier      | France    | Bike Aid                  | + 10 s          |
| 8e | Daniel Babor     | Tchéquie  | Caja Rural-Seguros RGA    | + 10 s          |
| 9e | Jensen Plowright | Australie | Alpecin-Deceuninck        | + 10 s          |
| 10e | Davide Persico   | Italie    | Bingoal WB                | + 10 s          |

### 2eétape
| \| Classement de l'étape \| Classement de l'étape \| Classement de l'étape \| Classement de l'étape \| Classement de l'étape \| \| Coureur \| Coureur \| Pays \| Équipe \| Temps \| \| --------------------- \| --------------------- \| --------------------- \| -------------------------------------------- \| --------------------- \| \| 1er \| Max Kanter \| Allemagne \| Astana Qazaqstan Team \| 4 h 43 min 16 s \| \| 2e \| Henri Uhlig \| Allemagne \| Alpecin-Deceuninck \| + 0 s \| \| 3e \| Tobias Lund Andresen \| Danemark \| Team dsm-firmenich PostNL \| + 0 s \| \| 4e \| Davide Ballerini \| Italie \| Astana Qazaqstan Team \| + 0 s \| \| 5e \| Giovanni Lonardi \| Italie \| Team Polti Kometa \| + 0 s \| \| 6e \| David González López \| Espagne \| Caja Rural-Seguros RGA \| + 0 s \| \| 7e \| Lyu Xianjing \| Chine \| China Glory-Mentech Continental Cycling Team \| + 0 s \| \| 8e \| Danny van Poppel \| Pays-Bas \| Bora-Hansgrohe \| + 0 s \| \| 9e \| Rory Townsend \| Irlande \| Q36.5 Pro Cycling Team \| + 0 s \| \| 10e \| Marcin Budziński \| Pologne \| Mazowsze Serce Polski \| + 0 s \| |                      |           |                                              |                 |
| |                      |           |                                              |                 |
| Source : ProCyclingStats |                      |           |                                              |                 |
| Classement de l'étape |                      |           |                                              |                 |
| Coureur | Coureur              | Pays      | Équipe                                       | Temps           |
| 1er | Max Kanter           | Allemagne | Astana Qazaqstan Team                        | 4 h 43 min 16 s |
| 2e | Henri Uhlig          | Allemagne | Alpecin-Deceuninck                           | + 0 s           |
| 3e | Tobias Lund Andresen | Danemark  | Team dsm-firmenich PostNL                    | + 0 s           |
| 4e | Davide Ballerini     | Italie    | Astana Qazaqstan Team                        | + 0 s           |
| 5e | Giovanni Lonardi     | Italie    | Team Polti Kometa                            | + 0 s           |
| 6e | David González López | Espagne   | Caja Rural-Seguros RGA                       | + 0 s           |
| 7e | Lyu Xianjing         | Chine     | China Glory-Mentech Continental Cycling Team | + 0 s           |
| 8e | Danny van Poppel     | Pays-Bas  | Bora-Hansgrohe                               | + 0 s           |
| 9e | Rory Townsend        | Irlande   | Q36.5 Pro Cycling Team                       | + 0 s           |
| 10e | Marcin Budziński     | Pologne   | Mazowsze Serce Polski                        | + 0 s           |

| \| Classement général \| Classement général \| Classement général \| Classement général \| Classement général \| \| Coureur \| Coureur \| Pays \| Équipe \| Temps \| \| ------------------ \| -------------------- \| ------------------ \| ------------------------- \| ------------------ \| \| 1er \| Henri Uhlig \| Allemagne \| Alpecin-Deceuninck \| 7 h 39 min 24 s \| \| 2e \| Tobias Lund Andresen \| Danemark \| Team dsm-firmenich PostNL \| + 2 s \| \| 3e \| David Lozano \| Espagne \| Team Novo Nordisk \| + 3 s \| \| 4e \| Tomasz Budziński \| Pologne \| Mazowsze Serce Polski \| + 4 s \| \| 5e \| Giovanni Lonardi \| Italie \| Team Polti Kometa \| + 6 s \| \| 6e \| Davide Ballerini \| Italie \| Astana Qazaqstan Team \| + 6 s \| \| 7e \| Rory Townsend \| Irlande \| Q36.5 Pro Cycling Team \| + 6 s \| \| 8e \| Merhawi Kudus \| Érythrée \| Terengganu Cycling Team \| + 6 s \| \| 9e \| Matyáš Kopecký \| Tchéquie \| Team Novo Nordisk \| + 6 s \| \| 10e \| Kenneth Van Rooy \| Belgique \| Bingoal WB \| + 6 s \| |                      |           |                           |                 |
| |                      |           |                           |                 |
| Source : ProCyclingStats |                      |           |                           |                 |
| Classement général |                      |           |                           |                 |
| Coureur | Coureur              | Pays      | Équipe                    | Temps           |
| 1er | Henri Uhlig          | Allemagne | Alpecin-Deceuninck        | 7 h 39 min 24 s |
| 2e | Tobias Lund Andresen | Danemark  | Team dsm-firmenich PostNL | + 2 s           |
| 3e | David Lozano         | Espagne   | Team Novo Nordisk         | + 3 s           |
| 4e | Tomasz Budziński     | Pologne   | Mazowsze Serce Polski     | + 4 s           |
| 5e | Giovanni Lonardi     | Italie    | Team Polti Kometa         | + 6 s           |
| 6e | Davide Ballerini     | Italie    | Astana Qazaqstan Team     | + 6 s           |
| 7e | Rory Townsend        | Irlande   | Q36.5 Pro Cycling Team    | + 6 s           |
| 8e | Merhawi Kudus        | Érythrée  | Terengganu Cycling Team   | + 6 s           |
| 9e | Matyáš Kopecký       | Tchéquie  | Team Novo Nordisk         | + 6 s           |
| 10e | Kenneth Van Rooy     | Belgique  | Bingoal WB                | + 6 s           |

### 3eétape
| \| Classement de l'étape \| Classement de l'étape \| Classement de l'étape \| Classement de l'étape \| Classement de l'étape \| \| Coureur \| Coureur \| Pays \| Équipe \| Temps \| \| --------------------- \| --------------------- \| --------------------- \| ----------------------------- \| --------------------- \| \| 1er \| Giovanni Lonardi \| Italie \| Team Polti Kometa \| 3 h 24 min 57 s \| \| 2e \| Enrico Zanoncello \| Italie \| VF Group-Bardiani CSF-Faizanè \| + 0 s \| \| 3e \| Max Kanter \| Allemagne \| Astana Qazaqstan Team \| + 0 s \| \| 4e \| Matyáš Kopecký \| Tchéquie \| Team Novo Nordisk \| + 0 s \| \| 5e \| Iúri Leitão \| Portugal \| Caja Rural-Seguros RGA \| + 0 s \| \| 6e \| Henri Uhlig \| Allemagne \| Alpecin-Deceuninck \| + 0 s \| \| 7e \| Sebastián Mora \| Espagne \| Burgos-BH \| + 0 s \| \| 8e \| Kenneth Van Rooy \| Belgique \| Bingoal WB \| + 0 s \| \| 9e \| Merhawi Kudus \| Érythrée \| Terengganu Cycling Team \| + 0 s \| \| 10e \| Rory Townsend \| Irlande \| Q36.5 Pro Cycling Team \| + 0 s \| |                   |           |                               |                 |
| |                   |           |                               |                 |
| Source : ProCyclingStats |                   |           |                               |                 |
| Classement de l'étape |                   |           |                               |                 |
| Coureur | Coureur           | Pays      | Équipe                        | Temps           |
| 1er | Giovanni Lonardi  | Italie    | Team Polti Kometa             | 3 h 24 min 57 s |
| 2e | Enrico Zanoncello | Italie    | VF Group-Bardiani CSF-Faizanè | + 0 s           |
| 3e | Max Kanter        | Allemagne | Astana Qazaqstan Team         | + 0 s           |
| 4e | Matyáš Kopecký    | Tchéquie  | Team Novo Nordisk             | + 0 s           |
| 5e | Iúri Leitão       | Portugal  | Caja Rural-Seguros RGA        | + 0 s           |
| 6e | Henri Uhlig       | Allemagne | Alpecin-Deceuninck            | + 0 s           |
| 7e | Sebastián Mora    | Espagne   | Burgos-BH                     | + 0 s           |
| 8e | Kenneth Van Rooy  | Belgique  | Bingoal WB                    | + 0 s           |
| 9e | Merhawi Kudus     | Érythrée  | Terengganu Cycling Team       | + 0 s           |
| 10e | Rory Townsend     | Irlande   | Q36.5 Pro Cycling Team        | + 0 s           |

| \| Classement général \| Classement général \| Classement général \| Classement général \| Classement général \| \| Coureur \| Coureur \| Pays \| Équipe \| Temps \| \| ------------------ \| -------------------- \| ------------------ \| -------------------------------------------- \| ------------------ \| \| 1er \| Giovanni Lonardi \| Italie \| Team Polti Kometa \| 11 h 04 min 17 s \| \| 2e \| Enrico Zanoncello \| Italie \| VF Group-Bardiani CSF-Faizanè \| + 4 s \| \| 3e \| Henri Uhlig \| Allemagne \| Alpecin-Deceuninck \| + 4 s \| \| 4e \| Tobias Lund Andresen \| Danemark \| Team dsm-firmenich PostNL \| + 6 s \| \| 5e \| Filippo Conca \| Italie \| Q36.5 Pro Cycling Team \| + 7 s \| \| 6e \| David Lozano \| Espagne \| Team Novo Nordisk \| + 7 s \| \| 7e \| Tomasz Budziński \| Pologne \| Mazowsze Serce Polski \| + 8 s \| \| 8e \| Willie Smit \| Afrique du Sud \| China Glory-Mentech Continental Cycling Team \| + 9 s \| \| 9e \| Rory Townsend \| Irlande \| Q36.5 Pro Cycling Team \| + 10 s \| \| 10e \| Merhawi Kudus \| Érythrée \| Terengganu Cycling Team \| + 10 s \| |                      |                |                                              |                  |
| |                      |                |                                              |                  |
| Source : ProCyclingStats |                      |                |                                              |                  |
| Classement général |                      |                |                                              |                  |
| Coureur | Coureur              | Pays           | Équipe                                       | Temps            |
| 1er | Giovanni Lonardi     | Italie         | Team Polti Kometa                            | 11 h 04 min 17 s |
| 2e | Enrico Zanoncello    | Italie         | VF Group-Bardiani CSF-Faizanè                | + 4 s            |
| 3e | Henri Uhlig          | Allemagne      | Alpecin-Deceuninck                           | + 4 s            |
| 4e | Tobias Lund Andresen | Danemark       | Team dsm-firmenich PostNL                    | + 6 s            |
| 5e | Filippo Conca        | Italie         | Q36.5 Pro Cycling Team                       | + 7 s            |
| 6e | David Lozano         | Espagne        | Team Novo Nordisk                            | + 7 s            |
| 7e | Tomasz Budziński     | Pologne        | Mazowsze Serce Polski                        | + 8 s            |
| 8e | Willie Smit          | Afrique du Sud | China Glory-Mentech Continental Cycling Team | + 9 s            |
| 9e | Rory Townsend        | Irlande        | Q36.5 Pro Cycling Team                       | + 10 s           |
| 10e | Merhawi Kudus        | Érythrée       | Terengganu Cycling Team                      | + 10 s           |

### 4eétape
| \| Classement de l'étape \| Classement de l'étape \| Classement de l'étape \| Classement de l'étape \| Classement de l'étape \| \| Coureur \| Coureur \| Pays \| Équipe \| Temps \| \| --------------------- \| --------------------- \| --------------------- \| ------------------------- \| --------------------- \| \| 1er \| Tobias Lund Andresen \| Danemark \| Team dsm-firmenich PostNL \| 3 h 29 min 42 s \| \| 2e \| Danny van Poppel \| Pays-Bas \| Bora-Hansgrohe \| + 0 s \| \| 3e \| Henri Uhlig \| Allemagne \| Alpecin-Deceuninck \| + 0 s \| \| 4e \| Sebastian Nielsen \| Danemark \| TDT-Unibet \| + 0 s \| \| 5e \| Matyáš Kopecký \| Tchéquie \| Team Novo Nordisk \| + 0 s \| \| 6e \| Max Kanter \| Allemagne \| Astana Qazaqstan Team \| + 0 s \| \| 7e \| Thomas Joseph \| Belgique \| Tarteletto-Isorex \| + 0 s \| \| 8e \| Lander Loockx \| Belgique \| TDT-Unibet \| + 0 s \| \| 9e \| Merhawi Kudus \| Érythrée \| Terengganu Cycling Team \| + 0 s \| \| 10e \| Marco Tizza \| Italie \| Bingoal WB \| + 0 s \| |                      |           |                           |                 |
| |                      |           |                           |                 |
| Source : ProCyclingStats |                      |           |                           |                 |
| Classement de l'étape |                      |           |                           |                 |
| Coureur | Coureur              | Pays      | Équipe                    | Temps           |
| 1er | Tobias Lund Andresen | Danemark  | Team dsm-firmenich PostNL | 3 h 29 min 42 s |
| 2e | Danny van Poppel     | Pays-Bas  | Bora-Hansgrohe            | + 0 s           |
| 3e | Henri Uhlig          | Allemagne | Alpecin-Deceuninck        | + 0 s           |
| 4e | Sebastian Nielsen    | Danemark  | TDT-Unibet                | + 0 s           |
| 5e | Matyáš Kopecký       | Tchéquie  | Team Novo Nordisk         | + 0 s           |
| 6e | Max Kanter           | Allemagne | Astana Qazaqstan Team     | + 0 s           |
| 7e | Thomas Joseph        | Belgique  | Tarteletto-Isorex         | + 0 s           |
| 8e | Lander Loockx        | Belgique  | TDT-Unibet                | + 0 s           |
| 9e | Merhawi Kudus        | Érythrée  | Terengganu Cycling Team   | + 0 s           |
| 10e | Marco Tizza          | Italie    | Bingoal WB                | + 0 s           |

| \| Classement général \| Classement général \| Classement général \| Classement général \| Classement général \| \| Coureur \| Coureur \| Pays \| Équipe \| Temps \| \| ------------------ \| -------------------- \| ------------------ \| -------------------------------------------- \| ------------------ \| \| 1er \| Tobias Lund Andresen \| Danemark \| Team dsm-firmenich PostNL \| 14 h 33 min 55 s \| \| 2e \| Giovanni Lonardi \| Italie \| Team Polti Kometa \| + 4 s \| \| 3e \| Henri Uhlig \| Allemagne \| Alpecin-Deceuninck \| + 4 s \| \| 4e \| Danny van Poppel \| Pays-Bas \| Bora-Hansgrohe \| + 8 s \| \| 5e \| Filippo Conca \| Italie \| Q36.5 Pro Cycling Team \| + 11 s \| \| 6e \| David Lozano \| Espagne \| Team Novo Nordisk \| + 11 s \| \| 7e \| Tomasz Budziński \| Pologne \| Mazowsze Serce Polski \| + 12 s \| \| 8e \| Willie Smit \| Afrique du Sud \| China Glory-Mentech Continental Cycling Team \| + 13 s \| \| 9e \| Manuele Tarozzi \| Italie \| VF Group-Bardiani CSF-Faizanè \| + 13 s \| \| 10e \| Merhawi Kudus \| Érythrée \| Terengganu Cycling Team \| + 14 s \| |                      |                |                                              |                  |
| |                      |                |                                              |                  |
| Source : ProCyclingStats |                      |                |                                              |                  |
| Classement général |                      |                |                                              |                  |
| Coureur | Coureur              | Pays           | Équipe                                       | Temps            |
| 1er | Tobias Lund Andresen | Danemark       | Team dsm-firmenich PostNL                    | 14 h 33 min 55 s |
| 2e | Giovanni Lonardi     | Italie         | Team Polti Kometa                            | + 4 s            |
| 3e | Henri Uhlig          | Allemagne      | Alpecin-Deceuninck                           | + 4 s            |
| 4e | Danny van Poppel     | Pays-Bas       | Bora-Hansgrohe                               | + 8 s            |
| 5e | Filippo Conca        | Italie         | Q36.5 Pro Cycling Team                       | + 11 s           |
| 6e | David Lozano         | Espagne        | Team Novo Nordisk                            | + 11 s           |
| 7e | Tomasz Budziński     | Pologne        | Mazowsze Serce Polski                        | + 12 s           |
| 8e | Willie Smit          | Afrique du Sud | China Glory-Mentech Continental Cycling Team | + 13 s           |
| 9e | Manuele Tarozzi      | Italie         | VF Group-Bardiani CSF-Faizanè                | + 13 s           |
| 10e | Merhawi Kudus        | Érythrée       | Terengganu Cycling Team                      | + 14 s           |

### 5eétape
| \| Classement de l'étape \| Classement de l'étape \| Classement de l'étape \| Classement de l'étape \| Classement de l'étape \| \| Coureur \| Coureur \| Pays \| Équipe \| Temps \| \| --------------------- \| --------------------------- \| --------------------- \| -------------------------------------------- \| --------------------- \| \| 1er \| Tobias Lund Andresen \| Danemark \| Team dsm-firmenich PostNL \| 4 h 18 min 12 s \| \| 2e \| Fabio Jakobsen \| Pays-Bas \| Team dsm-firmenich PostNL \| + 0 s \| \| 3e \| Iúri Leitão \| Portugal \| Caja Rural-Seguros RGA \| + 0 s \| \| 4e \| Martijn Budding \| Pays-Bas \| TDT-Unibet \| + 0 s \| \| 5e \| Jensen Plowright \| Australie \| Alpecin-Deceuninck \| + 0 s \| \| 6e \| Reinardt Janse van Rensburg \| Afrique du Sud \| China Glory-Mentech Continental Cycling Team \| + 0 s \| \| 7e \| Giovanni Lonardi \| Italie \| Team Polti Kometa \| + 0 s \| \| 8e \| Danny van Poppel \| Pays-Bas \| Bora-Hansgrohe \| + 0 s \| \| 9e \| Andrea Peron \| Italie \| Team Novo Nordisk \| + 0 s \| \| 10e \| Rory Townsend \| Irlande \| Q36.5 Pro Cycling Team \| + 0 s \| |                             |                |                                              |                 |
| |                             |                |                                              |                 |
| Source : ProCyclingStats |                             |                |                                              |                 |
| Classement de l'étape |                             |                |                                              |                 |
| Coureur | Coureur                     | Pays           | Équipe                                       | Temps           |
| 1er | Tobias Lund Andresen        | Danemark       | Team dsm-firmenich PostNL                    | 4 h 18 min 12 s |
| 2e | Fabio Jakobsen              | Pays-Bas       | Team dsm-firmenich PostNL                    | + 0 s           |
| 3e | Iúri Leitão                 | Portugal       | Caja Rural-Seguros RGA                       | + 0 s           |
| 4e | Martijn Budding             | Pays-Bas       | TDT-Unibet                                   | + 0 s           |
| 5e | Jensen Plowright            | Australie      | Alpecin-Deceuninck                           | + 0 s           |
| 6e | Reinardt Janse van Rensburg | Afrique du Sud | China Glory-Mentech Continental Cycling Team | + 0 s           |
| 7e | Giovanni Lonardi            | Italie         | Team Polti Kometa                            | + 0 s           |
| 8e | Danny van Poppel            | Pays-Bas       | Bora-Hansgrohe                               | + 0 s           |
| 9e | Andrea Peron                | Italie         | Team Novo Nordisk                            | + 0 s           |
| 10e | Rory Townsend               | Irlande        | Q36.5 Pro Cycling Team                       | + 0 s           |

| \| Classement général \| Classement général \| Classement général \| Classement général \| Classement général \| \| Coureur \| Coureur \| Pays \| Équipe \| Temps \| \| ------------------ \| -------------------- \| ------------------ \| -------------------------------------------- \| ------------------ \| \| 1er \| Tobias Lund Andresen \| Danemark \| Team dsm-firmenich PostNL \| 18 h 51 min 57 s \| \| 2e \| Giovanni Lonardi \| Italie \| Team Polti Kometa \| + 14 s \| \| 3e \| Henri Uhlig \| Allemagne \| Alpecin-Deceuninck \| + 14 s \| \| 4e \| Danny van Poppel \| Pays-Bas \| Bora-Hansgrohe \| + 18 s \| \| 5e \| Filippo Conca \| Italie \| Q36.5 Pro Cycling Team \| + 21 s \| \| 6e \| David Lozano \| Espagne \| Team Novo Nordisk \| + 21 s \| \| 7e \| Tomasz Budziński \| Pologne \| Mazowsze Serce Polski \| + 22 s \| \| 8e \| Willie Smit \| Afrique du Sud \| China Glory-Mentech Continental Cycling Team \| + 23 s \| \| 9e \| Manuele Tarozzi \| Italie \| VF Group-Bardiani CSF-Faizanè \| + 23 s \| \| 10e \| Merhawi Kudus \| Érythrée \| Terengganu Cycling Team \| + 24 s \| |                      |                |                                              |                  |
| |                      |                |                                              |                  |
| Source : ProCyclingStats |                      |                |                                              |                  |
| Classement général |                      |                |                                              |                  |
| Coureur | Coureur              | Pays           | Équipe                                       | Temps            |
| 1er | Tobias Lund Andresen | Danemark       | Team dsm-firmenich PostNL                    | 18 h 51 min 57 s |
| 2e | Giovanni Lonardi     | Italie         | Team Polti Kometa                            | + 14 s           |
| 3e | Henri Uhlig          | Allemagne      | Alpecin-Deceuninck                           | + 14 s           |
| 4e | Danny van Poppel     | Pays-Bas       | Bora-Hansgrohe                               | + 18 s           |
| 5e | Filippo Conca        | Italie         | Q36.5 Pro Cycling Team                       | + 21 s           |
| 6e | David Lozano         | Espagne        | Team Novo Nordisk                            | + 21 s           |
| 7e | Tomasz Budziński     | Pologne        | Mazowsze Serce Polski                        | + 22 s           |
| 8e | Willie Smit          | Afrique du Sud | China Glory-Mentech Continental Cycling Team | + 23 s           |
| 9e | Manuele Tarozzi      | Italie         | VF Group-Bardiani CSF-Faizanè                | + 23 s           |
| 10e | Merhawi Kudus        | Érythrée       | Terengganu Cycling Team                      | + 24 s           |

### 6eétape
| \| Classement de l'étape \| Classement de l'étape \| Classement de l'étape \| Classement de l'étape \| Classement de l'étape \| \| Coureur \| Coureur \| Pays \| Équipe \| Temps \| \| --------------------- \| --------------------- \| --------------------- \| ------------------------- \| --------------------- \| \| 1er \| Frank van den Broek \| Pays-Bas \| Team dsm-firmenich PostNL \| 4 h 10 min 00 s \| \| 2e \| Merhawi Kudus \| Érythrée \| Terengganu Cycling Team \| + 0 s \| \| 3e \| Paul Double \| Royaume-Uni \| Team Polti Kometa \| + 3 s \| \| 4e \| Metkel Eyob \| Érythrée \| Terengganu Cycling Team \| + 14 s \| \| 5e \| Harold Martín López \| Équateur \| Astana Qazaqstan Team \| + 14 s \| \| 6e \| Mario Aparicio \| Espagne \| Burgos-BH \| + 16 s \| \| 7e \| Lander Loockx \| Belgique \| TDT-Unibet \| + 16 s \| \| 8e \| Carl Fredrik Hagen \| Norvège \| Q36.5 Pro Cycling Team \| + 16 s \| \| 9e \| Alexander Hajek \| Autriche \| Bora-Hansgrohe \| + 16 s \| \| 10e \| Vadim Pronskiy \| Kazakhstan \| Astana Qazaqstan Team \| + 34 s \| |                     |             |                           |                 |
| |                     |             |                           |                 |
| Source : ProCyclingStats |                     |             |                           |                 |
| Classement de l'étape |                     |             |                           |                 |
| Coureur | Coureur             | Pays        | Équipe                    | Temps           |
| 1er | Frank van den Broek | Pays-Bas    | Team dsm-firmenich PostNL | 4 h 10 min 00 s |
| 2e | Merhawi Kudus       | Érythrée    | Terengganu Cycling Team   | + 0 s           |
| 3e | Paul Double         | Royaume-Uni | Team Polti Kometa         | + 3 s           |
| 4e | Metkel Eyob         | Érythrée    | Terengganu Cycling Team   | + 14 s          |
| 5e | Harold Martín López | Équateur    | Astana Qazaqstan Team     | + 14 s          |
| 6e | Mario Aparicio      | Espagne     | Burgos-BH                 | + 16 s          |
| 7e | Lander Loockx       | Belgique    | TDT-Unibet                | + 16 s          |
| 8e | Carl Fredrik Hagen  | Norvège     | Q36.5 Pro Cycling Team    | + 16 s          |
| 9e | Alexander Hajek     | Autriche    | Bora-Hansgrohe            | + 16 s          |
| 10e | Vadim Pronskiy      | Kazakhstan  | Astana Qazaqstan Team     | + 34 s          |

| \| Classement général \| Classement général \| Classement général \| Classement général \| Classement général \| \| Coureur \| Coureur \| Pays \| Équipe \| Temps \| \| ------------------ \| ------------------- \| ------------------ \| ------------------------- \| ------------------ \| \| 1er \| Frank van den Broek \| Pays-Bas \| Team dsm-firmenich PostNL \| 23 h 02 min 11 s \| \| 2e \| Merhawi Kudus \| Érythrée \| Terengganu Cycling Team \| + 4 s \| \| 3e \| Paul Double \| Royaume-Uni \| Team Polti Kometa \| + 9 s \| \| 4e \| Metkel Eyob \| Érythrée \| Terengganu Cycling Team \| + 24 s \| \| 5e \| Harold Martín López \| Équateur \| Astana Qazaqstan Team \| + 24 s \| \| 6e \| Lander Loockx \| Belgique \| TDT-Unibet \| + 26 s \| \| 7e \| Alexander Hajek \| Autriche \| Bora-Hansgrohe \| + 26 s \| \| 8e \| Mario Aparicio \| Espagne \| Burgos-BH \| + 26 s \| \| 9e \| Carl Fredrik Hagen \| Norvège \| Q36.5 Pro Cycling Team \| + 26 s \| \| 10e \| Victor Langellotti \| Monaco \| Burgos-BH \| + 44 s \| |                     |             |                           |                  |
| |                     |             |                           |                  |
| Source : ProCyclingStats |                     |             |                           |                  |
| Classement général |                     |             |                           |                  |
| Coureur | Coureur             | Pays        | Équipe                    | Temps            |
| 1er | Frank van den Broek | Pays-Bas    | Team dsm-firmenich PostNL | 23 h 02 min 11 s |
| 2e | Merhawi Kudus       | Érythrée    | Terengganu Cycling Team   | + 4 s            |
| 3e | Paul Double         | Royaume-Uni | Team Polti Kometa         | + 9 s            |
| 4e | Metkel Eyob         | Érythrée    | Terengganu Cycling Team   | + 24 s           |
| 5e | Harold Martín López | Équateur    | Astana Qazaqstan Team     | + 24 s           |
| 6e | Lander Loockx       | Belgique    | TDT-Unibet                | + 26 s           |
| 7e | Alexander Hajek     | Autriche    | Bora-Hansgrohe            | + 26 s           |
| 8e | Mario Aparicio      | Espagne     | Burgos-BH                 | + 26 s           |
| 9e | Carl Fredrik Hagen  | Norvège     | Q36.5 Pro Cycling Team    | + 26 s           |
| 10e | Victor Langellotti  | Monaco      | Burgos-BH                 | + 44 s           |

### 7eétape
| \| Classement de l'étape \| Classement de l'étape \| Classement de l'étape \| Classement de l'étape \| Classement de l'étape \| \| Coureur \| Coureur \| Pays \| Équipe \| Temps \| \| --------------------- \| --------------------- \| --------------------- \| ----------------------------- \| --------------------- \| \| 1er \| Tobias Lund Andresen \| Danemark \| Team dsm-firmenich PostNL \| 2 h 50 min 58 s \| \| 2e \| Timothy Dupont \| Belgique \| Tarteletto-Isorex \| + 0 s \| \| 3e \| Manuel Peñalver \| Espagne \| Team Polti Kometa \| + 0 s \| \| 4e \| Sasha Weemaes \| Belgique \| Bingoal WB \| + 0 s \| \| 5e \| Sergey Rostovtsev \| Bannière neutre \| Sakarya BB Pro Team \| + 0 s \| \| 6e \| Fabio Jakobsen \| Pays-Bas \| Team dsm-firmenich PostNL \| + 0 s \| \| 7e \| Enrico Zanoncello \| Italie \| VF Group-Bardiani CSF-Faizanè \| + 0 s \| \| 8e \| Marcin Budziński \| Pologne \| Mazowsze Serce Polski \| + 0 s \| \| 9e \| Mattia Pinazzi \| Italie \| VF Group-Bardiani CSF-Faizanè \| + 0 s \| \| 10e \| Sebastian Nielsen \| Danemark \| TDT-Unibet \| + 0 s \| |                      |                 |                               |                 |
| |                      |                 |                               |                 |
| Source : ProCyclingStats |                      |                 |                               |                 |
| Classement de l'étape |                      |                 |                               |                 |
| Coureur | Coureur              | Pays            | Équipe                        | Temps           |
| 1er | Tobias Lund Andresen | Danemark        | Team dsm-firmenich PostNL     | 2 h 50 min 58 s |
| 2e | Timothy Dupont       | Belgique        | Tarteletto-Isorex             | + 0 s           |
| 3e | Manuel Peñalver      | Espagne         | Team Polti Kometa             | + 0 s           |
| 4e | Sasha Weemaes        | Belgique        | Bingoal WB                    | + 0 s           |
| 5e | Sergey Rostovtsev    | Bannière neutre | Sakarya BB Pro Team           | + 0 s           |
| 6e | Fabio Jakobsen       | Pays-Bas        | Team dsm-firmenich PostNL     | + 0 s           |
| 7e | Enrico Zanoncello    | Italie          | VF Group-Bardiani CSF-Faizanè | + 0 s           |
| 8e | Marcin Budziński     | Pologne         | Mazowsze Serce Polski         | + 0 s           |
| 9e | Mattia Pinazzi       | Italie          | VF Group-Bardiani CSF-Faizanè | + 0 s           |
| 10e | Sebastian Nielsen    | Danemark        | TDT-Unibet                    | + 0 s           |

| \| Classement général \| Classement général \| Classement général \| Classement général \| Classement général \| \| Coureur \| Coureur \| Pays \| Équipe \| Temps \| \| ------------------ \| ------------------- \| ------------------ \| ------------------------- \| ------------------ \| \| 1er \| Frank van den Broek \| Pays-Bas \| Team dsm-firmenich PostNL \| 25 h 53 min 09 s \| \| 2e \| Merhawi Kudus \| Érythrée \| Terengganu Cycling Team \| + 4 s \| \| 3e \| Paul Double \| Royaume-Uni \| Team Polti Kometa \| + 9 s \| \| 4e \| Metkel Eyob \| Érythrée \| Terengganu Cycling Team \| + 24 s \| \| 5e \| Harold Martín López \| Équateur \| Astana Qazaqstan Team \| + 24 s \| \| 6e \| Lander Loockx \| Belgique \| TDT-Unibet \| + 26 s \| \| 7e \| Alexander Hajek \| Autriche \| Bora-Hansgrohe \| + 26 s \| \| 8e \| Mario Aparicio \| Espagne \| Burgos-BH \| + 26 s \| \| 9e \| Carl Fredrik Hagen \| Norvège \| Q36.5 Pro Cycling Team \| + 26 s \| \| 10e \| Victor Langellotti \| Monaco \| Burgos-BH \| + 44 s \| |                     |             |                           |                  |
| |                     |             |                           |                  |
| Source : ProCyclingStats |                     |             |                           |                  |
| Classement général |                     |             |                           |                  |
| Coureur | Coureur             | Pays        | Équipe                    | Temps            |
| 1er | Frank van den Broek | Pays-Bas    | Team dsm-firmenich PostNL | 25 h 53 min 09 s |
| 2e | Merhawi Kudus       | Érythrée    | Terengganu Cycling Team   | + 4 s            |
| 3e | Paul Double         | Royaume-Uni | Team Polti Kometa         | + 9 s            |
| 4e | Metkel Eyob         | Érythrée    | Terengganu Cycling Team   | + 24 s           |
| 5e | Harold Martín López | Équateur    | Astana Qazaqstan Team     | + 24 s           |
| 6e | Lander Loockx       | Belgique    | TDT-Unibet                | + 26 s           |
| 7e | Alexander Hajek     | Autriche    | Bora-Hansgrohe            | + 26 s           |
| 8e | Mario Aparicio      | Espagne     | Burgos-BH                 | + 26 s           |
| 9e | Carl Fredrik Hagen  | Norvège     | Q36.5 Pro Cycling Team    | + 26 s           |
| 10e | Victor Langellotti  | Monaco      | Burgos-BH                 | + 44 s           |

### 8eétape
En raison des conditions météorologiques, la dernière étape est neutralisée.

## Classements finals

### Classement général final
| \| Classement général \| Classement général \| Classement général \| Classement général \| Classement général \| \| Coureur \| Coureur \| Pays \| Équipe \| Temps \| \| ------------------ \| ------------------- \| ------------------ \| ------------------------- \| ------------------ \| \| 1er \| Frank van den Broek \| Pays-Bas \| Team dsm-firmenich PostNL \| 25 h 53 min 09 s \| \| 2e \| Merhawi Kudus \| Érythrée \| Terengganu Cycling Team \| + 4 s \| \| 3e \| Paul Double \| Royaume-Uni \| Team Polti Kometa \| + 9 s \| \| 4e \| Metkel Eyob \| Érythrée \| Terengganu Cycling Team \| + 24 s \| \| 5e \| Harold Martín López \| Équateur \| Astana Qazaqstan Team \| + 24 s \| \| 6e \| Lander Loockx \| Belgique \| TDT-Unibet \| + 26 s \| \| 7e \| Alexander Hajek \| Autriche \| Bora-Hansgrohe \| + 26 s \| \| 8e \| Mario Aparicio \| Espagne \| Burgos-BH \| + 26 s \| \| 9e \| Carl Fredrik Hagen \| Norvège \| Q36.5 Pro Cycling Team \| + 26 s \| \| 10e \| Victor Langellotti \| Monaco \| Burgos-BH \| + 44 s \| |                     |             |                           |                  |
| |                     |             |                           |                  |
| Source : ProCyclingStats |                     |             |                           |                  |
| Classement général |                     |             |                           |                  |
| Coureur | Coureur             | Pays        | Équipe                    | Temps            |
| 1er | Frank van den Broek | Pays-Bas    | Team dsm-firmenich PostNL | 25 h 53 min 09 s |
| 2e | Merhawi Kudus       | Érythrée    | Terengganu Cycling Team   | + 4 s            |
| 3e | Paul Double         | Royaume-Uni | Team Polti Kometa         | + 9 s            |
| 4e | Metkel Eyob         | Érythrée    | Terengganu Cycling Team   | + 24 s           |
| 5e | Harold Martín López | Équateur    | Astana Qazaqstan Team     | + 24 s           |
| 6e | Lander Loockx       | Belgique    | TDT-Unibet                | + 26 s           |
| 7e | Alexander Hajek     | Autriche    | Bora-Hansgrohe            | + 26 s           |
| 8e | Mario Aparicio      | Espagne     | Burgos-BH                 | + 26 s           |
| 9e | Carl Fredrik Hagen  | Norvège     | Q36.5 Pro Cycling Team    | + 26 s           |
| 10e | Victor Langellotti  | Monaco      | Burgos-BH                 | + 44 s           |

### Classements annexes finals
| Classement par points | Classement par points       | Classement par points | Classement par points                        | Classement par points |
| Coureur               | Coureur                     | Pays                  | Équipe                                       | Points                |
| --------------------- | --------------------------- | --------------------- | -------------------------------------------- | --------------------- |
| 1er                   | Tobias Lund Andresen        | Danemark              | Team dsm-firmenich PostNL                    | 58 pts                |
| 2e                    | Giovanni Lonardi            | Italie                | Team Polti Kometa                            | 48 pts                |
| 3e                    | Fabio Jakobsen              | Pays-Bas              | Team dsm-firmenich PostNL                    | 44 pts                |
| 4e                    | Max Kanter                  | Allemagne             | Astana Qazaqstan Team                        | 38 pts                |
| 5e                    | Henri Uhlig                 | Allemagne             | Alpecin-Deceuninck                           | 37 pts                |
| 6e                    | Merhawi Kudus               | Érythrée              | Terengganu Cycling Team                      | 35 pts                |
| 7e                    | Iúri Leitão                 | Portugal              | Caja Rural-Seguros RGA                       | 29 pts                |
| 8e                    | Timothy Dupont              | Belgique              | Tarteletto-Isorex                            | 28 pts                |
| 9e                    | Enrico Zanoncello           | Italie                | VF Group-Bardiani CSF-Faizanè                | 26 pts                |
| 10e                   | Reinardt Janse van Rensburg | Afrique du Sud        | China Glory-Mentech Continental Cycling Team | 24 pts                |

| Classement par points | Classement par points       | Classement par points | Classement par points                        | Classement par points |
| Coureur               | Coureur                     | Pays                  | Équipe                                       | Points                |
| --------------------- | --------------------------- | --------------------- | -------------------------------------------- | --------------------- |
| 1er                   | Tobias Lund Andresen        | Danemark              | Team dsm-firmenich PostNL                    | 58 pts                |
| 2e                    | Giovanni Lonardi            | Italie                | Team Polti Kometa                            | 48 pts                |
| 3e                    | Fabio Jakobsen              | Pays-Bas              | Team dsm-firmenich PostNL                    | 44 pts                |
| 4e                    | Max Kanter                  | Allemagne             | Astana Qazaqstan Team                        | 38 pts                |
| 5e                    | Henri Uhlig                 | Allemagne             | Alpecin-Deceuninck                           | 37 pts                |
| 6e                    | Merhawi Kudus               | Érythrée              | Terengganu Cycling Team                      | 35 pts                |
| 7e                    | Iúri Leitão                 | Portugal              | Caja Rural-Seguros RGA                       | 29 pts                |
| 8e                    | Timothy Dupont              | Belgique              | Tarteletto-Isorex                            | 28 pts                |
| 9e                    | Enrico Zanoncello           | Italie                | VF Group-Bardiani CSF-Faizanè                | 26 pts                |
| 10e                   | Reinardt Janse van Rensburg | Afrique du Sud        | China Glory-Mentech Continental Cycling Team | 24 pts                |

| Classement de la montagne | Classement de la montagne | Classement de la montagne | Classement de la montagne                 | Classement de la montagne |
| Coureur                   | Coureur                   | Pays                      | Équipe                                    | Points                    |
| ------------------------- | ------------------------- | ------------------------- | ----------------------------------------- | ------------------------- |
| 1er                       | Vinzent Dorn              | Allemagne                 | Bike Aid                                  | 15 pts                    |
| 2e                        | Frank van den Broek       | Pays-Bas                  | Team dsm-firmenich PostNL                 | 8 pts                     |
| 3e                        | Samet Bulut               | Turquie                   | Istanbul Büyükșehir Belediye Spor Türkiye | 7 pts                     |
| 4e                        | Oliver Mattheis           | Allemagne                 | Bike Aid                                  | 6 pts                     |
| 5e                        | James Whelan              | Australie                 | Q36.5 Pro Cycling Team                    | 6 pts                     |
| 6e                        | Michał Pomorski           | Pologne                   | Mazowsze Serce Polski                     | 6 pts                     |
| 7e                        | Merhawi Kudus             | Érythrée                  | Terengganu Cycling Team                   | 6 pts                     |
| 8e                        | Petros Mengs              | Érythrée                  | Istanbul Büyükșehir Belediye Spor Türkiye | 5 pts                     |
| 9e                        | Paul Double               | Royaume-Uni               | Team Polti Kometa                         | 4 pts                     |
| 10e                       | Lander Loockx             | Belgique                  | TDT-Unibet                                | 3 pts                     |

| Classement de la montagne | Classement de la montagne | Classement de la montagne | Classement de la montagne                 | Classement de la montagne |
| Coureur                   | Coureur                   | Pays                      | Équipe                                    | Points                    |
| ------------------------- | ------------------------- | ------------------------- | ----------------------------------------- | ------------------------- |
| 1er                       | Vinzent Dorn              | Allemagne                 | Bike Aid                                  | 15 pts                    |
| 2e                        | Frank van den Broek       | Pays-Bas                  | Team dsm-firmenich PostNL                 | 8 pts                     |
| 3e                        | Samet Bulut               | Turquie                   | Istanbul Büyükșehir Belediye Spor Türkiye | 7 pts                     |
| 4e                        | Oliver Mattheis           | Allemagne                 | Bike Aid                                  | 6 pts                     |
| 5e                        | James Whelan              | Australie                 | Q36.5 Pro Cycling Team                    | 6 pts                     |
| 6e                        | Michał Pomorski           | Pologne                   | Mazowsze Serce Polski                     | 6 pts                     |
| 7e                        | Merhawi Kudus             | Érythrée                  | Terengganu Cycling Team                   | 6 pts                     |
| 8e                        | Petros Mengs              | Érythrée                  | Istanbul Büyükșehir Belediye Spor Türkiye | 5 pts                     |
| 9e                        | Paul Double               | Royaume-Uni               | Team Polti Kometa                         | 4 pts                     |
| 10e                       | Lander Loockx             | Belgique                  | TDT-Unibet                                | 3 pts                     |

| Classement par équipes | Classement par équipes        | Classement par équipes | Classement par équipes |
| Équipe                 | Équipe                        | Pays                   | Temps                  |
| ---------------------- | ----------------------------- | ---------------------- | ---------------------- |
| 1re                    | Q36.5 Pro Cycling Team        | Suisse                 | 77 h 41 min 49 s       |
| 2e                     | Terengganu Cycling Team       | Malaisie               | + 9 s                  |
| 3e                     | VF Group-Bardiani CSF-Faizané | Italie                 | + 26 s                 |
| 4e                     | Astana Qazaqstan Team         | Kazakhstan             | + 29 s                 |
| 5e                     | Burgos-BH                     | Espagne                | + 33 s                 |
| 6e                     | Bingoal WB                    | Belgique               | + 3 min 38 s           |
| 7e                     | Bike Aid                      | Allemagne              | + 4 min 25 s           |
| 8e                     | Bora-Hansgrohe                | Allemagne              | + 9 min 54 s           |
| 9e                     | TDT-Unibet                    | Pays-Bas               | + 10 min 00 s          |
| 10e                    | Caja Rural-Seguros RGA        | Espagne                | + 10 min 11 s          |

| Classement par équipes | Classement par équipes        | Classement par équipes | Classement par équipes |
| Équipe                 | Équipe                        | Pays                   | Temps                  |
| ---------------------- | ----------------------------- | ---------------------- | ---------------------- |
| 1re                    | Q36.5 Pro Cycling Team        | Suisse                 | 77 h 41 min 49 s       |
| 2e                     | Terengganu Cycling Team       | Malaisie               | + 9 s                  |
| 3e                     | VF Group-Bardiani CSF-Faizané | Italie                 | + 26 s                 |
| 4e                     | Astana Qazaqstan Team         | Kazakhstan             | + 29 s                 |
| 5e                     | Burgos-BH                     | Espagne                | + 33 s                 |
| 6e                     | Bingoal WB                    | Belgique               | + 3 min 38 s           |
| 7e                     | Bike Aid                      | Allemagne              | + 4 min 25 s           |
| 8e                     | Bora-Hansgrohe                | Allemagne              | + 9 min 54 s           |
| 9e                     | TDT-Unibet                    | Pays-Bas               | + 10 min 00 s          |
| 10e                    | Caja Rural-Seguros RGA        | Espagne                | + 10 min 11 s          |

### Classement UCI
La course attribue des points au Classement mondial UCI 2024 selon le barème suivant :
| Position           | 1er | 2e  | 3e  | 4e  | 5e | 6e | 7e | 8e | 9e | 10e | 11e | 12e | 13e | 14e | 15e | 16e à 30e | 31e à 40e |
| Classement général | 200 | 150 | 125 | 100 | 85 | 70 | 60 | 50 | 40 | 35  | 30  | 25  | 20  | 15  | 10  | 5         | 3         |
| Par étape          | 20  | 10  | 5   |     |    |    |    |    |    |     |     |     |     |     |     |           |           |
| Leader, par étape  | 5   |     |     |     |    |    |    |    |    |     |     |     |     |     |     |           |           |

## Évolution des classements
| Étape              | Vainqueur            | Classement général   | Classement par points | Classement de la montagne | Classement par équipes        |
| ------------------ | -------------------- | -------------------- | --------------------- | ------------------------- | ----------------------------- |
| 1                  | Fabio Jakobsen       | Fabio Jakobsen       | Fabio Jakobsen        | Michał Pomorski           | Alpecin-Deceuninck            |
| 2                  | Max Kanter           | Henri Uhlig          | Giovanni Lonardi      | Samet Bulut               | Q36.5                         |
| 3                  | Giovanni Lonardi     | Giovanni Lonardi     | Giovanni Lonardi      | Samet Bulut               | VF Group-Bardiani CSF-Faizané |
| 4                  | Tobias Lund Andresen | Tobias Lund Andresen | Giovanni Lonardi      | Vinzent Dorn              | Astana Qazaqstan              |
| 5                  | Tobias Lund Andresen | Tobias Lund Andresen | Giovanni Lonardi      | Vinzent Dorn              | Astana Qazaqstan              |
| 6                  | Frank van den Broek  | Frank van den Broek  | Giovanni Lonardi      | Vinzent Dorn              | Q36.5                         |
| 7                  | Tobias Lund Andresen | Frank van den Broek  | Tobias Lund Andresen  | Vinzent Dorn              | Q36.5                         |
| 8                  | annulé               | Frank van den Broek  | Tobias Lund Andresen  | Vinzent Dorn              | Q36.5                         |
| Classements finals | Classements finals   | Frank van den Broek  | Tobias Lund Andresen  | Vinzent Dorn              | Q36.5                         |

## Liste des participants
| Bora-Hansgrohe BOH | Bora-Hansgrohe BOH     | Bora-Hansgrohe BOH |
| ------------------ | ---------------------- | ------------------ |
| Num                | Coureur                | Pos                |
| 1                  | Filip Maciejuk (POL)   | 56e                |
| 2                  | Alexander Hajek (AUT)  | 7e                 |
| 3                  | Sam Welsford (AUS)     | NP-8               |
| 4                  | Luis-Joe Lührs (GER)   | 108e               |
| 5                  | Ryan Mullen (IRL)      | NP-8               |
| 6                  | Danny van Poppel (NED) | NP-6               |
| 7                  | Frederik Wandahl (DEN) | 17e                |

| Team dsm-firmenich PostNL DFP | Team dsm-firmenich PostNL DFP | Team dsm-firmenich PostNL DFP |
| ----------------------------- | ----------------------------- | ----------------------------- |
| Num                           | Coureur                       | Pos                           |
| 11                            | Tobias Lund Andresen (DEN)    | 66e                           |
| 12                            | Julius van den Berg (NED)     | 83e                           |
| 13                            | Frank van den Broek (NED)     | 1er                           |
| 14                            | Johan Dorussen (NED)          | 150e                          |
| 15                            | Fabio Jakobsen (NED)          | 109e                          |
| 16                            | Benjamin Peatfield (GBR)      | AB-5                          |
| 17                            | Bram Welten (NED)             | 98e                           |

| Alpecin-Deceuninck ADC | Alpecin-Deceuninck ADC | Alpecin-Deceuninck ADC |
| ---------------------- | ---------------------- | ---------------------- |
| Num                    | Coureur                | Pos                    |
| 21                     | Robbe Ghys (BEL)       | NP-5                   |
| 22                     | Jensen Plowright (AUS) | 125e                   |
| 23                     | Jonas Rickaert (BEL)   | 87e                    |
| 24                     | Ramon Sinkeldam (NED)  | 96e                    |
| 25                     | Henri Uhlig (GER)      | 61e                    |
| 26                     | Simon Dehairs (BEL)    | 114e                   |

| Astana Qazaqstan Team AST | Astana Qazaqstan Team AST | Astana Qazaqstan Team AST |
| ------------------------- | ------------------------- | ------------------------- |
| Num                       | Coureur                   | Pos                       |
| 31                        | Mark Cavendish (GBR)      | 117e                      |
| 32                        | Davide Ballerini (ITA)    | 57e                       |
| 33                        | Max Kanter (GER)          | 70e                       |
| 34                        | Rüdiger Selig (GER)       | 129e                      |
| 35                        | Vadim Pronskiy (KAZ)      | 11e                       |
| 36                        | Harold Martín López (ECU) | 5e                        |
| 37                        | Nicolas Vinokourov (KAZ)  | 22e                       |

| Q36.5 Pro Cycling Team Q36 | Q36.5 Pro Cycling Team Q36 | Q36.5 Pro Cycling Team Q36 |
| -------------------------- | -------------------------- | -------------------------- |
| Num                        | Coureur                    | Pos                        |
| 41                         | Negasi Abreha (ETH)        | 44e                        |
| 42                         | Marcel Camprubí (ESP)      | 26e                        |
| 43                         | Filippo Conca (ITA)        | 19e                        |
| 44                         | Mark Donovan (GBR)         | 18e                        |
| 45                         | Carl Fredrik Hagen (NOR)   | 9e                         |
| 46                         | Rory Townsend (IRL)        | 82e                        |
| 47                         | James Whelan (AUS)         | 28e                        |

| Caja Rural-Seguros RGA CJR | Caja Rural-Seguros RGA CJR | Caja Rural-Seguros RGA CJR |
| -------------------------- | -------------------------- | -------------------------- |
| Num                        | Coureur                    | Pos                        |
| 51                         | Daniel Babor (CZE)         | 132e                       |
| 52                         | Tomáš Bárta (CZE)          | 135e                       |
| 53                         | Jefferson Cepeda (ECU)     | 29e                        |
| 54                         | David González López (ESP) | 33e                        |
| 55                         | Calum Johnston (GBR)       | 47e                        |
| 56                         | Iúri Leitão (POR)          | 99e                        |
| 57                         | Jokin Murguialday (ESP)    | AB-5                       |

| Team Polti Kometa PTK | Team Polti Kometa PTK     | Team Polti Kometa PTK |
| --------------------- | ------------------------- | --------------------- |
| Num                   | Coureur                   | Pos                   |
| 61                    | Mirco Maestri (ITA)       | 62e                   |
| 62                    | Giovanni Lonardi (ITA)    | 68e                   |
| 63                    | Paul Double (GBR)         | 3e                    |
| 64                    | Manuel Peñalver (ESP)     | 91e                   |
| 65                    | Diego Pablo Sevilla (ESP) | 55e                   |
| 66                    | Andrea Pietrobon (ITA)    | 75e                   |
| 67                    | Erik Fetter (HUN)         | 72e                   |

| Burgos-BH BBH | Burgos-BH BBH                       | Burgos-BH BBH |
| ------------- | ----------------------------------- | ------------- |
| Num           | Coureur                             | Pos           |
| 71            | George Jackson (NZL)                | 65e           |
| 72            | Sebastián Mora (ESP)                | 40e           |
| 73            | Jambaljamts Sainbayar (MGL) (route) | AB-3          |
| 74            | Mario Aparicio (ESP)                | 8e            |
| 75            | Victor Langellotti (MON)            | 10e           |
| 76            | Alejandro Franco (ESP)              | 31e           |
| 77            | David Delgado Higueruelo (ESP)      | 48e           |

| VF Group-Bardiani CSF-Faizanè VBF | VF Group-Bardiani CSF-Faizanè VBF | VF Group-Bardiani CSF-Faizanè VBF |
| --------------------------------- | --------------------------------- | --------------------------------- |
| Num                               | Coureur                           | Pos                               |
| 81                                | Luca Colnaghi (ITA)               | 86e                               |
| 82                                | Filippo Magli (ITA)               | 58e                               |
| 83                                | Luca Paletti (ITA)                | 20e                               |
| 84                                | Mattia Pinazzi (ITA)              | 95e                               |
| 85                                | Manuele Tarozzi (ITA)             | 12e                               |
| 86                                | Enrico Zanoncello (ITA)           | 67e                               |
| 87                                | Samuele Zoccarato (ITA)           | 37e                               |

| Bingoal WB BWB | Bingoal WB BWB          | Bingoal WB BWB |
| -------------- | ----------------------- | -------------- |
| Num            | Coureur                 | Pos            |
| 91             | Floris De Tier (BEL)    | 34e            |
| 92             | Davide Persico (ITA)    | 77e            |
| 93             | Lennert Teugels (BEL)   | 14e            |
| 94             | Marco Tizza (ITA)       | 21e            |
| 95             | Kenneth Van Rooy (BEL)  | 54e            |
| 96             | Nathan Vandepitte (FRA) | 92e            |
| 97             | Sasha Weemaes (BEL)     | 116e           |

| Team Corratec-Vini Fantini COR | Team Corratec-Vini Fantini COR | Team Corratec-Vini Fantini COR |
| ------------------------------ | ------------------------------ | ------------------------------ |
| Num                            | Coureur                        | Pos                            |
| 101                            | Valerio Conti (ITA)            | 16e                            |
| 102                            | Etienne van Empel (NED)        | 105e                           |
| 103                            | Giulio Masotto (ITA)           | 139e                           |
| 104                            | Samuele Zambelli (ITA)         | 138e                           |
| 105                            | Simone Olivero (ITA)           | 119e                           |
| 106                            | Attilio Viviani (ITA)          | 106e                           |
| 107                            | Jakub Mareczko (ITA)           | 146e                           |

| TDT-Unibet TDT | TDT-Unibet TDT          | TDT-Unibet TDT |
| -------------- | ----------------------- | -------------- |
| Num            | Coureur                 | Pos            |
| 111            | Martijn Budding (NED)   | 102e           |
| 112            | Sebastian Nielsen (DEN) | 63e            |
| 114            | Andreas Stokbro (DEN)   | 41e            |
| 115            | Davide Bomboi (BEL)     | NP-2           |
| 116            | Lander Loockx (BEL)     | 6e             |
| 117            | Owen Geleijn (NED)      | 49e            |

| Team Novo Nordisk TNN | Team Novo Nordisk TNN | Team Novo Nordisk TNN |
| --------------------- | --------------------- | --------------------- |
| Num                   | Coureur               | Pos                   |
| 121                   | Antonio Polga (ITA)   | 89e                   |
| 122                   | Sam Brand (GBR)       | 88e                   |
| 123                   | Matyáš Kopecký (CZE)  | NP-6                  |
| 124                   | Péter Kusztor (HUN)   | 46e                   |
| 125                   | David Lozano (ESP)    | 50e                   |
| 126                   | Andrea Peron (ITA)    | 74e                   |
| 127                   | Filippo Ridolfo (ITA) | 110e                  |

| Terengganu Cycling Team TSG | Terengganu Cycling Team TSG | Terengganu Cycling Team TSG |
| --------------------------- | --------------------------- | --------------------------- |
| Num                         | Coureur                     | Pos                         |
| 131                         | Anatoliy Budyak (UKR)       | 23e                         |
| 132                         | Metkel Eyob (ERI)           | 4e                          |
| 133                         | Merhawi Kudus (ERI)         | 2e                          |
| 134                         | Nur Aiman Mohd Zariff (MAS) | 142e                        |
| 135                         | Youcef Reguigui (ALG)       | 137e                        |
| 136                         | Nur Aiman Rosli (MAS)       | 128e                        |
| 137                         | Andréas Miltiádis (CYP)     | 60e                         |

| China Glory-Mentech Continental Cycling Team CGC | China Glory-Mentech Continental Cycling Team CGC | China Glory-Mentech Continental Cycling Team CGC |
| ------------------------------------------------ | ------------------------------------------------ | ------------------------------------------------ |
| Num                                              | Coureur                                          | Pos                                              |
| 141                                              | Lyu Xianjing (CHN)                               | 36e                                              |
| 142                                              | Ma Binyan (CHN)                                  | 147e                                             |
| 143                                              | Willie Smit (RSA)                                | 45e                                              |
| 144                                              | Lucas De Rossi (FRA)                             | 51e                                              |
| 146                                              | Teng Geng (CHN)                                  | 123e                                             |
| 147                                              | Reinardt Janse van Rensburg (RSA)                | 84e                                              |

| Tarteletto-Isorex TIS | Tarteletto-Isorex TIS | Tarteletto-Isorex TIS |
| --------------------- | --------------------- | --------------------- |
| Num                   | Coureur               | Pos                   |
| 151                   | Robbe Claeys (BEL)    | 71e                   |
| 152                   | Timothy Dupont (BEL)  | 100e                  |
| 153                   | Thomas Joseph (BEL)   | 53e                   |
| 154                   | Gianni Marchand (BEL) | 52e                   |
| 155                   | Jacob Relaes (BEL)    | 80e                   |
| 156                   | Arne Santy (BEL)      | 101e                  |
| 157                   | Mauro Verwilt (BEL)   | 76e                   |

| Bike Aid BAI | Bike Aid BAI            | Bike Aid BAI |
| ------------ | ----------------------- | ------------ |
| Num          | Coureur                 | Pos          |
| 161          | Antoine Berlin (MON)    | 43e          |
| 162          | Léo Bouvier (FRA)       | 113e         |
| 163          | Vinzent Dorn (GER)      | 64e          |
| 164          | Pirmin Eisenbarth (GER) | 115e         |
| 165          | Oliver Mattheis (GER)   | 27e          |
| 166          | Anton Schiffer (GER)    | 38e          |
| 167          | Dawit Yemane (ERI)      | 15e          |

| Istanbul Büyükșehir Belediye Spor Türkiye BGS | Istanbul Büyükșehir Belediye Spor Türkiye BGS | Istanbul Büyükșehir Belediye Spor Türkiye BGS |
| --------------------------------------------- | --------------------------------------------- | --------------------------------------------- |
| Num                                           | Coureur                                       | Pos                                           |
| 171                                           | Natnael Berhane (ERI)                         | 25e                                           |
| 172                                           | Petros Mengs (ERI)                            | 69e                                           |
| 173                                           | Zeki Kaygısız (TUR)                           | 124e                                          |
| 174                                           | Samet Bulut (TUR)                             | 81e                                           |
| 175                                           | Batuhan Özgür (TUR)                           | 149e                                          |

| Istanbul Büyüksehir Belediye Spor Türkiye IBB | Istanbul Büyüksehir Belediye Spor Türkiye IBB | Istanbul Büyüksehir Belediye Spor Türkiye IBB |
| --------------------------------------------- | --------------------------------------------- | --------------------------------------------- |
| Num                                           | Coureur                                       | Pos                                           |
| 176                                           | Muhammed Erkan (TUR)                          | 127e                                          |

| REMBE Pro Cycling Team Sauerland SVL | REMBE Pro Cycling Team Sauerland SVL | REMBE Pro Cycling Team Sauerland SVL |
| ------------------------------------ | ------------------------------------ | ------------------------------------ |
| Num                                  | Coureur                              | Pos                                  |
| 181                                  | Julian Borresch (GER)                | 42e                                  |
| 182                                  | Jan-Marc Temmen (GER)                | 90e                                  |
| 183                                  | Yago Aguirre (ESP)                   | 35e                                  |
| 184                                  | Paul Wright (NZL)                    | 103e                                 |
| 185                                  | Jonathan Rottmann (GER)              | 134e                                 |
| 186                                  | Henri-Johannes Appelbaum (GER)       | 59e                                  |
| 187                                  | Jacob Scott (GBR)                    | 104e                                 |

| Sakarya BB Pro Team SBB | Sakarya BB Pro Team SBB   | Sakarya BB Pro Team SBB |
| ----------------------- | ------------------------- | ----------------------- |
| Num                     | Coureur                   | Pos                     |
| 191                     | Burak Abay (TUR) (route)  | 24e                     |
| 192                     | Furkan Akcam (TUR)        | AB-3                    |
| 193                     | Sergey Rostovtsev         | 148e                    |
| 194                     | Musa Mikayilzade (AZE)    | 112e                    |
| 195                     | Emre Yuca (TUR)           | AB-4                    |
| 196                     | Emir Uzun (TUR)           | AB-5                    |
| 197                     | Sefa Süleyman Temel (TUR) | AB-4                    |

| Kinan Racing Team KIN | Kinan Racing Team KIN       | Kinan Racing Team KIN |
| --------------------- | --------------------------- | --------------------- |
| Num                   | Coureur                     | Pos                   |
| 201                   | Yudai Arashiro (JPN)        | 107e                  |
| 202                   | Ryan Cavanagh (AUS) (route) | 79e                   |
| 203                   | Raymond Kreder (NED)        | 111e                  |
| 204                   | Thomas Lebas (FRA)          | NP-7                  |
| 205                   | Daiki Magosaki (JPN)        | 97e                   |
| 206                   | Drew Morey (AUS)            | 32e                   |
| 207                   | Genki Yamamoto (JPN)        | 93e                   |

| Adria Mobil ADR | Adria Mobil ADR        | Adria Mobil ADR |
| --------------- | ---------------------- | --------------- |
| Num             | Coureur                | Pos             |
| 211             | Đorđe Đurić (SRB)      | 122e            |
| 212             | Tilen Finkšt (SLO)     | 73e             |
| 213             | Nicolas Gojković (CRO) | 126e            |
| 215             | Anže Skok (SLO)        | 94e             |
| 216             | Aljaž Turk (SLO)       | 78e             |
| 217             | Ramazan Yilmaz (TUR)   | 130e            |

| Mazowsze Serce Polski MSP | Mazowsze Serce Polski MSP | Mazowsze Serce Polski MSP |
| ------------------------- | ------------------------- | ------------------------- |
| Num                       | Coureur                   | Pos                       |
| 221                       | Marcin Budziński (POL)    | 13e                       |
| 222                       | Norbert Banaszek (POL)    | 118e                      |
| 223                       | Tomasz Budziński (POL)    | 39e                       |
| 224                       | Jakub Kaczmarek (POL)     | AB-5                      |
| 225                       | Tobiasz Pawlak (POL)      | 136e                      |
| 226                       | Michał Pomorski (POL)     | 133e                      |
| 227                       | Konrad Czabok (POL)       | 120e                      |

| Spor Toto Cycling Team STC | Spor Toto Cycling Team STC | Spor Toto Cycling Team STC |
| -------------------------- | -------------------------- | -------------------------- |
| Num                        | Coureur                    | Pos                        |
| 231                        | Serdar Anıl Depe (TUR)     | 30e                        |
| 232                        | Ahmet Örken (TUR)          | 85e                        |
| 233                        | Feritcan Şamlı (TUR)       | 131e                       |
| 234                        | Doğukan Arıkan (TUR)       | 143e                       |
| 235                        | Tahir Yiğit (TUR)          | 140e                       |
| 236                        | Kaan Ozkalbim (TUR)        | AB-4                       |
| 237                        | Mehmet Kanat (TUR)         | 144e                       |

| Konya Büyükşehir Belediye Spor KBB | Konya Büyükşehir Belediye Spor KBB | Konya Büyükşehir Belediye Spor KBB |
| ---------------------------------- | ---------------------------------- | ---------------------------------- |
| Num                                | Coureur                            | Pos                                |
| 244                                | Eyüp Karagöbek (TUR)               | 145e                               |
| 246                                | Mustafa Tarakci (TUR)              | AB-4                               |

| Bora-Hansgrohe BOH | Bora-Hansgrohe BOH     | Bora-Hansgrohe BOH |
| ------------------ | ---------------------- | ------------------ |
| Num                | Coureur                | Pos                |
| 1                  | Filip Maciejuk (POL)   | 56e                |
| 2                  | Alexander Hajek (AUT)  | 7e                 |
| 3                  | Sam Welsford (AUS)     | NP-8               |
| 4                  | Luis-Joe Lührs (GER)   | 108e               |
| 5                  | Ryan Mullen (IRL)      | NP-8               |
| 6                  | Danny van Poppel (NED) | NP-6               |
| 7                  | Frederik Wandahl (DEN) | 17e                |

| Team dsm-firmenich PostNL DFP | Team dsm-firmenich PostNL DFP | Team dsm-firmenich PostNL DFP |
| ----------------------------- | ----------------------------- | ----------------------------- |
| Num                           | Coureur                       | Pos                           |
| 11                            | Tobias Lund Andresen (DEN)    | 66e                           |
| 12                            | Julius van den Berg (NED)     | 83e                           |
| 13                            | Frank van den Broek (NED)     | 1er                           |
| 14                            | Johan Dorussen (NED)          | 150e                          |
| 15                            | Fabio Jakobsen (NED)          | 109e                          |
| 16                            | Benjamin Peatfield (GBR)      | AB-5                          |
| 17                            | Bram Welten (NED)             | 98e                           |

| Alpecin-Deceuninck ADC | Alpecin-Deceuninck ADC | Alpecin-Deceuninck ADC |
| ---------------------- | ---------------------- | ---------------------- |
| Num                    | Coureur                | Pos                    |
| 21                     | Robbe Ghys (BEL)       | NP-5                   |
| 22                     | Jensen Plowright (AUS) | 125e                   |
| 23                     | Jonas Rickaert (BEL)   | 87e                    |
| 24                     | Ramon Sinkeldam (NED)  | 96e                    |
| 25                     | Henri Uhlig (GER)      | 61e                    |
| 26                     | Simon Dehairs (BEL)    | 114e                   |

| Astana Qazaqstan Team AST | Astana Qazaqstan Team AST | Astana Qazaqstan Team AST |
| ------------------------- | ------------------------- | ------------------------- |
| Num                       | Coureur                   | Pos                       |
| 31                        | Mark Cavendish (GBR)      | 117e                      |
| 32                        | Davide Ballerini (ITA)    | 57e                       |
| 33                        | Max Kanter (GER)          | 70e                       |
| 34                        | Rüdiger Selig (GER)       | 129e                      |
| 35                        | Vadim Pronskiy (KAZ)      | 11e                       |
| 36                        | Harold Martín López (ECU) | 5e                        |
| 37                        | Nicolas Vinokourov (KAZ)  | 22e                       |

| Q36.5 Pro Cycling Team Q36 | Q36.5 Pro Cycling Team Q36 | Q36.5 Pro Cycling Team Q36 |
| -------------------------- | -------------------------- | -------------------------- |
| Num                        | Coureur                    | Pos                        |
| 41                         | Negasi Abreha (ETH)        | 44e                        |
| 42                         | Marcel Camprubí (ESP)      | 26e                        |
| 43                         | Filippo Conca (ITA)        | 19e                        |
| 44                         | Mark Donovan (GBR)         | 18e                        |
| 45                         | Carl Fredrik Hagen (NOR)   | 9e                         |
| 46                         | Rory Townsend (IRL)        | 82e                        |
| 47                         | James Whelan (AUS)         | 28e                        |

| Caja Rural-Seguros RGA CJR | Caja Rural-Seguros RGA CJR | Caja Rural-Seguros RGA CJR |
| -------------------------- | -------------------------- | -------------------------- |
| Num                        | Coureur                    | Pos                        |
| 51                         | Daniel Babor (CZE)         | 132e                       |
| 52                         | Tomáš Bárta (CZE)          | 135e                       |
| 53                         | Jefferson Cepeda (ECU)     | 29e                        |
| 54                         | David González López (ESP) | 33e                        |
| 55                         | Calum Johnston (GBR)       | 47e                        |
| 56                         | Iúri Leitão (POR)          | 99e                        |
| 57                         | Jokin Murguialday (ESP)    | AB-5                       |

| Team Polti Kometa PTK | Team Polti Kometa PTK     | Team Polti Kometa PTK |
| --------------------- | ------------------------- | --------------------- |
| Num                   | Coureur                   | Pos                   |
| 61                    | Mirco Maestri (ITA)       | 62e                   |
| 62                    | Giovanni Lonardi (ITA)    | 68e                   |
| 63                    | Paul Double (GBR)         | 3e                    |
| 64                    | Manuel Peñalver (ESP)     | 91e                   |
| 65                    | Diego Pablo Sevilla (ESP) | 55e                   |
| 66                    | Andrea Pietrobon (ITA)    | 75e                   |
| 67                    | Erik Fetter (HUN)         | 72e                   |

| Burgos-BH BBH | Burgos-BH BBH                       | Burgos-BH BBH |
| ------------- | ----------------------------------- | ------------- |
| Num           | Coureur                             | Pos           |
| 71            | George Jackson (NZL)                | 65e           |
| 72            | Sebastián Mora (ESP)                | 40e           |
| 73            | Jambaljamts Sainbayar (MGL) (route) | AB-3          |
| 74            | Mario Aparicio (ESP)                | 8e            |
| 75            | Victor Langellotti (MON)            | 10e           |
| 76            | Alejandro Franco (ESP)              | 31e           |
| 77            | David Delgado Higueruelo (ESP)      | 48e           |

| VF Group-Bardiani CSF-Faizanè VBF | VF Group-Bardiani CSF-Faizanè VBF | VF Group-Bardiani CSF-Faizanè VBF |
| --------------------------------- | --------------------------------- | --------------------------------- |
| Num                               | Coureur                           | Pos                               |
| 81                                | Luca Colnaghi (ITA)               | 86e                               |
| 82                                | Filippo Magli (ITA)               | 58e                               |
| 83                                | Luca Paletti (ITA)                | 20e                               |
| 84                                | Mattia Pinazzi (ITA)              | 95e                               |
| 85                                | Manuele Tarozzi (ITA)             | 12e                               |
| 86                                | Enrico Zanoncello (ITA)           | 67e                               |
| 87                                | Samuele Zoccarato (ITA)           | 37e                               |

| Bingoal WB BWB | Bingoal WB BWB          | Bingoal WB BWB |
| -------------- | ----------------------- | -------------- |
| Num            | Coureur                 | Pos            |
| 91             | Floris De Tier (BEL)    | 34e            |
| 92             | Davide Persico (ITA)    | 77e            |
| 93             | Lennert Teugels (BEL)   | 14e            |
| 94             | Marco Tizza (ITA)       | 21e            |
| 95             | Kenneth Van Rooy (BEL)  | 54e            |
| 96             | Nathan Vandepitte (FRA) | 92e            |
| 97             | Sasha Weemaes (BEL)     | 116e           |

| Team Corratec-Vini Fantini COR | Team Corratec-Vini Fantini COR | Team Corratec-Vini Fantini COR |
| ------------------------------ | ------------------------------ | ------------------------------ |
| Num                            | Coureur                        | Pos                            |
| 101                            | Valerio Conti (ITA)            | 16e                            |
| 102                            | Etienne van Empel (NED)        | 105e                           |
| 103                            | Giulio Masotto (ITA)           | 139e                           |
| 104                            | Samuele Zambelli (ITA)         | 138e                           |
| 105                            | Simone Olivero (ITA)           | 119e                           |
| 106                            | Attilio Viviani (ITA)          | 106e                           |
| 107                            | Jakub Mareczko (ITA)           | 146e                           |

| TDT-Unibet TDT | TDT-Unibet TDT          | TDT-Unibet TDT |
| -------------- | ----------------------- | -------------- |
| Num            | Coureur                 | Pos            |
| 111            | Martijn Budding (NED)   | 102e           |
| 112            | Sebastian Nielsen (DEN) | 63e            |
| 114            | Andreas Stokbro (DEN)   | 41e            |
| 115            | Davide Bomboi (BEL)     | NP-2           |
| 116            | Lander Loockx (BEL)     | 6e             |
| 117            | Owen Geleijn (NED)      | 49e            |

| Team Novo Nordisk TNN | Team Novo Nordisk TNN | Team Novo Nordisk TNN |
| --------------------- | --------------------- | --------------------- |
| Num                   | Coureur               | Pos                   |
| 121                   | Antonio Polga (ITA)   | 89e                   |
| 122                   | Sam Brand (GBR)       | 88e                   |
| 123                   | Matyáš Kopecký (CZE)  | NP-6                  |
| 124                   | Péter Kusztor (HUN)   | 46e                   |
| 125                   | David Lozano (ESP)    | 50e                   |
| 126                   | Andrea Peron (ITA)    | 74e                   |
| 127                   | Filippo Ridolfo (ITA) | 110e                  |

| Terengganu Cycling Team TSG | Terengganu Cycling Team TSG | Terengganu Cycling Team TSG |
| --------------------------- | --------------------------- | --------------------------- |
| Num                         | Coureur                     | Pos                         |
| 131                         | Anatoliy Budyak (UKR)       | 23e                         |
| 132                         | Metkel Eyob (ERI)           | 4e                          |
| 133                         | Merhawi Kudus (ERI)         | 2e                          |
| 134                         | Nur Aiman Mohd Zariff (MAS) | 142e                        |
| 135                         | Youcef Reguigui (ALG)       | 137e                        |
| 136                         | Nur Aiman Rosli (MAS)       | 128e                        |
| 137                         | Andréas Miltiádis (CYP)     | 60e                         |

| China Glory-Mentech Continental Cycling Team CGC | China Glory-Mentech Continental Cycling Team CGC | China Glory-Mentech Continental Cycling Team CGC |
| ------------------------------------------------ | ------------------------------------------------ | ------------------------------------------------ |
| Num                                              | Coureur                                          | Pos                                              |
| 141                                              | Lyu Xianjing (CHN)                               | 36e                                              |
| 142                                              | Ma Binyan (CHN)                                  | 147e                                             |
| 143                                              | Willie Smit (RSA)                                | 45e                                              |
| 144                                              | Lucas De Rossi (FRA)                             | 51e                                              |
| 146                                              | Teng Geng (CHN)                                  | 123e                                             |
| 147                                              | Reinardt Janse van Rensburg (RSA)                | 84e                                              |

| Tarteletto-Isorex TIS | Tarteletto-Isorex TIS | Tarteletto-Isorex TIS |
| --------------------- | --------------------- | --------------------- |
| Num                   | Coureur               | Pos                   |
| 151                   | Robbe Claeys (BEL)    | 71e                   |
| 152                   | Timothy Dupont (BEL)  | 100e                  |
| 153                   | Thomas Joseph (BEL)   | 53e                   |
| 154                   | Gianni Marchand (BEL) | 52e                   |
| 155                   | Jacob Relaes (BEL)    | 80e                   |
| 156                   | Arne Santy (BEL)      | 101e                  |
| 157                   | Mauro Verwilt (BEL)   | 76e                   |

| Bike Aid BAI | Bike Aid BAI            | Bike Aid BAI |
| ------------ | ----------------------- | ------------ |
| Num          | Coureur                 | Pos          |
| 161          | Antoine Berlin (MON)    | 43e          |
| 162          | Léo Bouvier (FRA)       | 113e         |
| 163          | Vinzent Dorn (GER)      | 64e          |
| 164          | Pirmin Eisenbarth (GER) | 115e         |
| 165          | Oliver Mattheis (GER)   | 27e          |
| 166          | Anton Schiffer (GER)    | 38e          |
| 167          | Dawit Yemane (ERI)      | 15e          |

| Istanbul Büyükșehir Belediye Spor Türkiye BGS | Istanbul Büyükșehir Belediye Spor Türkiye BGS | Istanbul Büyükșehir Belediye Spor Türkiye BGS |
| --------------------------------------------- | --------------------------------------------- | --------------------------------------------- |
| Num                                           | Coureur                                       | Pos                                           |
| 171                                           | Natnael Berhane (ERI)                         | 25e                                           |
| 172                                           | Petros Mengs (ERI)                            | 69e                                           |
| 173                                           | Zeki Kaygısız (TUR)                           | 124e                                          |
| 174                                           | Samet Bulut (TUR)                             | 81e                                           |
| 175                                           | Batuhan Özgür (TUR)                           | 149e                                          |

| Istanbul Büyüksehir Belediye Spor Türkiye IBB | Istanbul Büyüksehir Belediye Spor Türkiye IBB | Istanbul Büyüksehir Belediye Spor Türkiye IBB |
| --------------------------------------------- | --------------------------------------------- | --------------------------------------------- |
| Num                                           | Coureur                                       | Pos                                           |
| 176                                           | Muhammed Erkan (TUR)                          | 127e                                          |

| REMBE Pro Cycling Team Sauerland SVL | REMBE Pro Cycling Team Sauerland SVL | REMBE Pro Cycling Team Sauerland SVL |
| ------------------------------------ | ------------------------------------ | ------------------------------------ |
| Num                                  | Coureur                              | Pos                                  |
| 181                                  | Julian Borresch (GER)                | 42e                                  |
| 182                                  | Jan-Marc Temmen (GER)                | 90e                                  |
| 183                                  | Yago Aguirre (ESP)                   | 35e                                  |
| 184                                  | Paul Wright (NZL)                    | 103e                                 |
| 185                                  | Jonathan Rottmann (GER)              | 134e                                 |
| 186                                  | Henri-Johannes Appelbaum (GER)       | 59e                                  |
| 187                                  | Jacob Scott (GBR)                    | 104e                                 |

| Sakarya BB Pro Team SBB | Sakarya BB Pro Team SBB   | Sakarya BB Pro Team SBB |
| ----------------------- | ------------------------- | ----------------------- |
| Num                     | Coureur                   | Pos                     |
| 191                     | Burak Abay (TUR) (route)  | 24e                     |
| 192                     | Furkan Akcam (TUR)        | AB-3                    |
| 193                     | Sergey Rostovtsev         | 148e                    |
| 194                     | Musa Mikayilzade (AZE)    | 112e                    |
| 195                     | Emre Yuca (TUR)           | AB-4                    |
| 196                     | Emir Uzun (TUR)           | AB-5                    |
| 197                     | Sefa Süleyman Temel (TUR) | AB-4                    |

| Kinan Racing Team KIN | Kinan Racing Team KIN       | Kinan Racing Team KIN |
| --------------------- | --------------------------- | --------------------- |
| Num                   | Coureur                     | Pos                   |
| 201                   | Yudai Arashiro (JPN)        | 107e                  |
| 202                   | Ryan Cavanagh (AUS) (route) | 79e                   |
| 203                   | Raymond Kreder (NED)        | 111e                  |
| 204                   | Thomas Lebas (FRA)          | NP-7                  |
| 205                   | Daiki Magosaki (JPN)        | 97e                   |
| 206                   | Drew Morey (AUS)            | 32e                   |
| 207                   | Genki Yamamoto (JPN)        | 93e                   |

| Adria Mobil ADR | Adria Mobil ADR        | Adria Mobil ADR |
| --------------- | ---------------------- | --------------- |
| Num             | Coureur                | Pos             |
| 211             | Đorđe Đurić (SRB)      | 122e            |
| 212             | Tilen Finkšt (SLO)     | 73e             |
| 213             | Nicolas Gojković (CRO) | 126e            |
| 215             | Anže Skok (SLO)        | 94e             |
| 216             | Aljaž Turk (SLO)       | 78e             |
| 217             | Ramazan Yilmaz (TUR)   | 130e            |

| Mazowsze Serce Polski MSP | Mazowsze Serce Polski MSP | Mazowsze Serce Polski MSP |
| ------------------------- | ------------------------- | ------------------------- |
| Num                       | Coureur                   | Pos                       |
| 221                       | Marcin Budziński (POL)    | 13e                       |
| 222                       | Norbert Banaszek (POL)    | 118e                      |
| 223                       | Tomasz Budziński (POL)    | 39e                       |
| 224                       | Jakub Kaczmarek (POL)     | AB-5                      |
| 225                       | Tobiasz Pawlak (POL)      | 136e                      |
| 226                       | Michał Pomorski (POL)     | 133e                      |
| 227                       | Konrad Czabok (POL)       | 120e                      |

| Spor Toto Cycling Team STC | Spor Toto Cycling Team STC | Spor Toto Cycling Team STC |
| -------------------------- | -------------------------- | -------------------------- |
| Num                        | Coureur                    | Pos                        |
| 231                        | Serdar Anıl Depe (TUR)     | 30e                        |
| 232                        | Ahmet Örken (TUR)          | 85e                        |
| 233                        | Feritcan Şamlı (TUR)       | 131e                       |
| 234                        | Doğukan Arıkan (TUR)       | 143e                       |
| 235                        | Tahir Yiğit (TUR)          | 140e                       |
| 236                        | Kaan Ozkalbim (TUR)        | AB-4                       |
| 237                        | Mehmet Kanat (TUR)         | 144e                       |

| Konya Büyükşehir Belediye Spor KBB | Konya Büyükşehir Belediye Spor KBB | Konya Büyükşehir Belediye Spor KBB |
| ---------------------------------- | ---------------------------------- | ---------------------------------- |
| Num                                | Coureur                            | Pos                                |
| 244                                | Eyüp Karagöbek (TUR)               | 145e                               |
| 246                                | Mustafa Tarakci (TUR)              | AB-4                               |